# Parafia Matki Bożej Różańcowej w Kenmore
Parafia Matki Bożej Różańcowej w Kenmore – parafia rzymskokatolicka, należąca do archidiecezji Brisbane.
Przy parafii funkcjonuje katolicka szkoła podstawowa Matki Bożej Różańcowej.